# Кулан (Жамбылская область)
Кулан (каз. Құлан, до 1992 г. — Луговое) — село в Рыскуловском районе Жамбылской области Казахстана. Административный центр Куланского сельского округа и Рыскуловского района. Код КАТО — 315030100.

## География

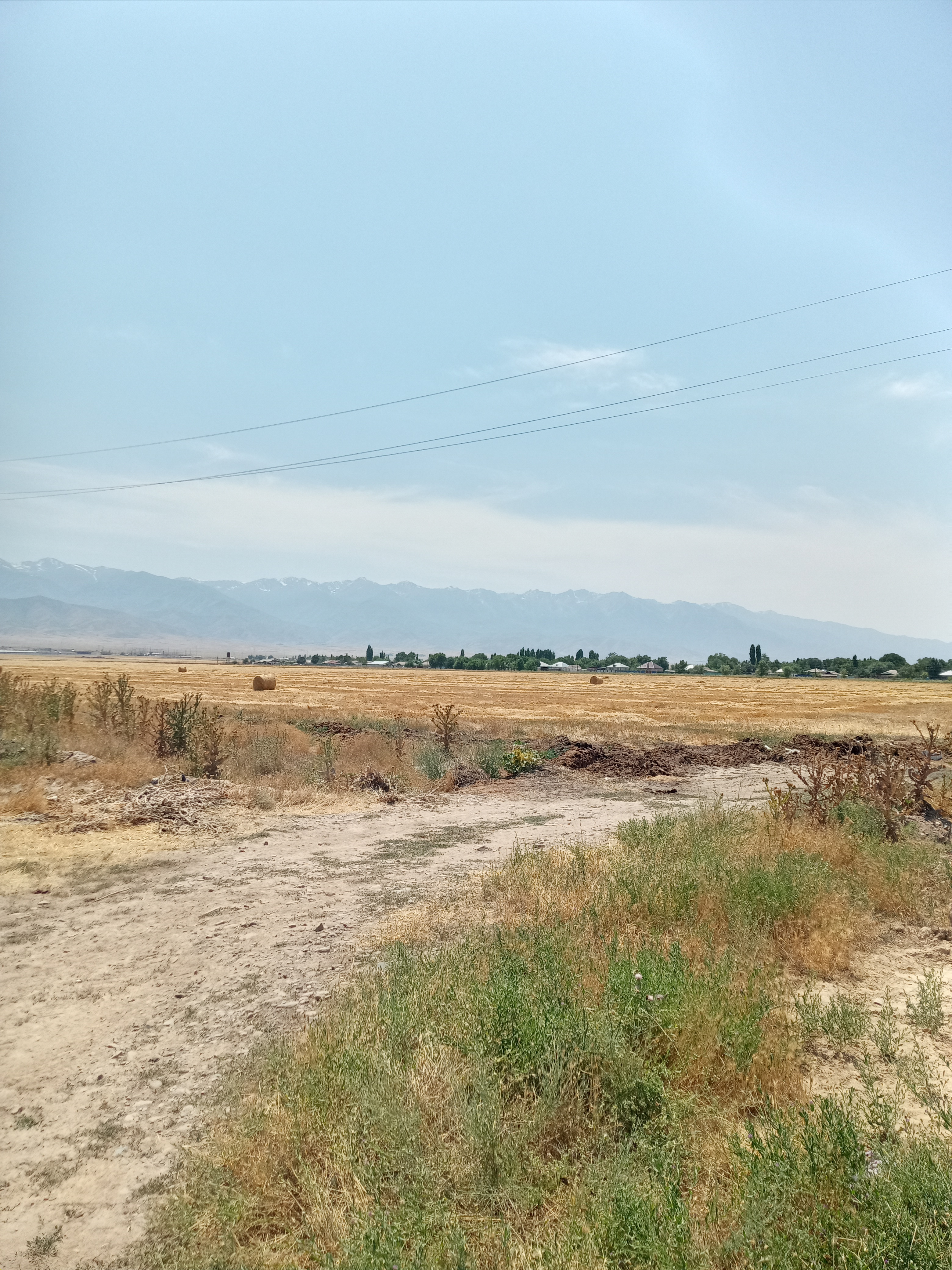
Вид на гору Алатау на юге Кулана

Село Кулан расположено в 120 км к востоку от Тараза, в предгорьях Киргизского хребта на юге страны. На восточной и северо-восточной окраине современного села расположено древнее городище Кулан.

## История
Населённый пункт был основан в средние века (см. городище Кулан). В советское время село носило название Луговое. В 1930—1997 годах село являлось центром овцеводческого хозяйства «Восток» и участком-производственного хозяйства семеноводства Таразского зооветеринарного техникума. На его основе в 1997 году были созданы 12 производственных кооперативов, 25 ТОО и более 200 крестьянских хозяйств.
В 1992 году в целях упорядочения наименований административно-территориальных единиц и возрождения национальной топонимики, в соответствии с представлениями местных Советов народных депутатов и на основании заключения Государственной ономастической комиссии Президиум Верховного Совета Республики Казахстан постановляет переименовать село Луговое, административный центр Луговского района в село Кулан.

## Население

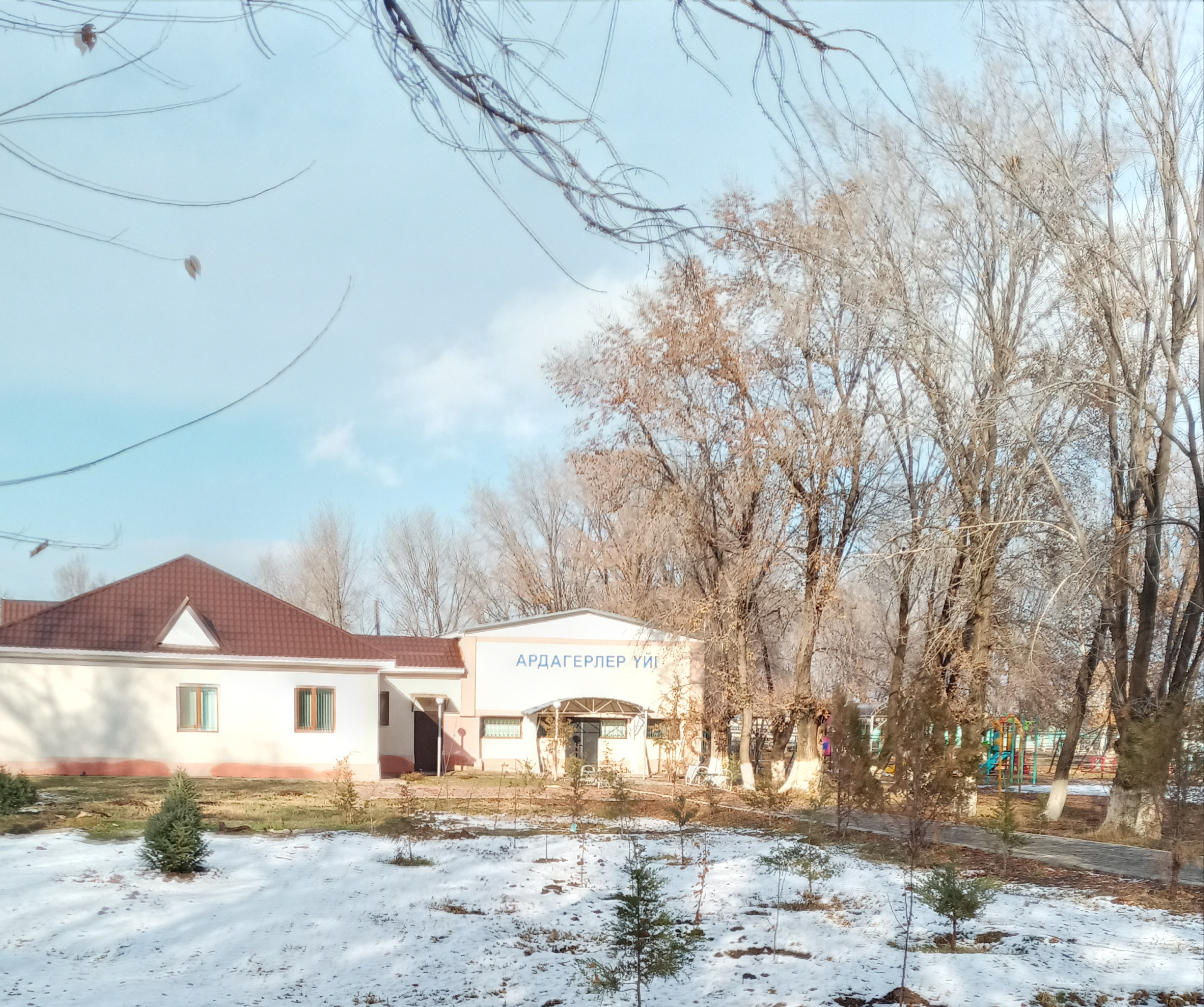
Дом ветеранов

В 1999 году население села составляло 12 294 человека (5952 мужчины и 6342 женщины). По данным переписи 2009 года, в селе проживало 15 380 человек (7544 мужчины и 7836 женщин).
На начало 2019 года, население села составило 13 592 человека (7037 мужчин и 6555 женщин).

## Экономика
Многие организации и фирмы села Кулан были основаны в постсоветский период. Ведущие отрасли: машиностроительная, ремонтная, швейная, пищевая, сельскохозяйственная, транспорт, розничная и оптовая торговля, услуги
В 1998 году основан ТОО «Куланский ремонтно-механический завод», являющийся основным предприятием села. С момента своего основания завод кроме машин и оборудования выпускал готовые металлические изделия и строительные стальные конструкции. В настоящий момент действующее предприятие.
Ведущим предприятием в отрасли пищевой промышленности является Луговской маслозавод, выпускающий такие наименования продукции: кисломолочная продукция, масло сливочное, молоко, сметана, творог. Действуют предприятия, выпускающие мукомольно-крупяную продукцию, крахмалосодержащие продукты и крахмал.
В области швейной промышленности действует Луговская ткацкая фабрика, действующая с 1999 года. Предприятие занимается производством различной одежды и принадлежностей.
Сельскохозяйственные организации села Кулан занимаются растениеводством и животноводством. В селе Кулан предоставляют финансовые, бухгалтерские, юридические, рекламные услуги и услуги по недвижимости. Некоторые из них предлагают услуги по строительству и ремонту, а также автотранспортным перевозкам. Здесь производится оптовая и розничная продажа автомобильным топливом.

## Образование

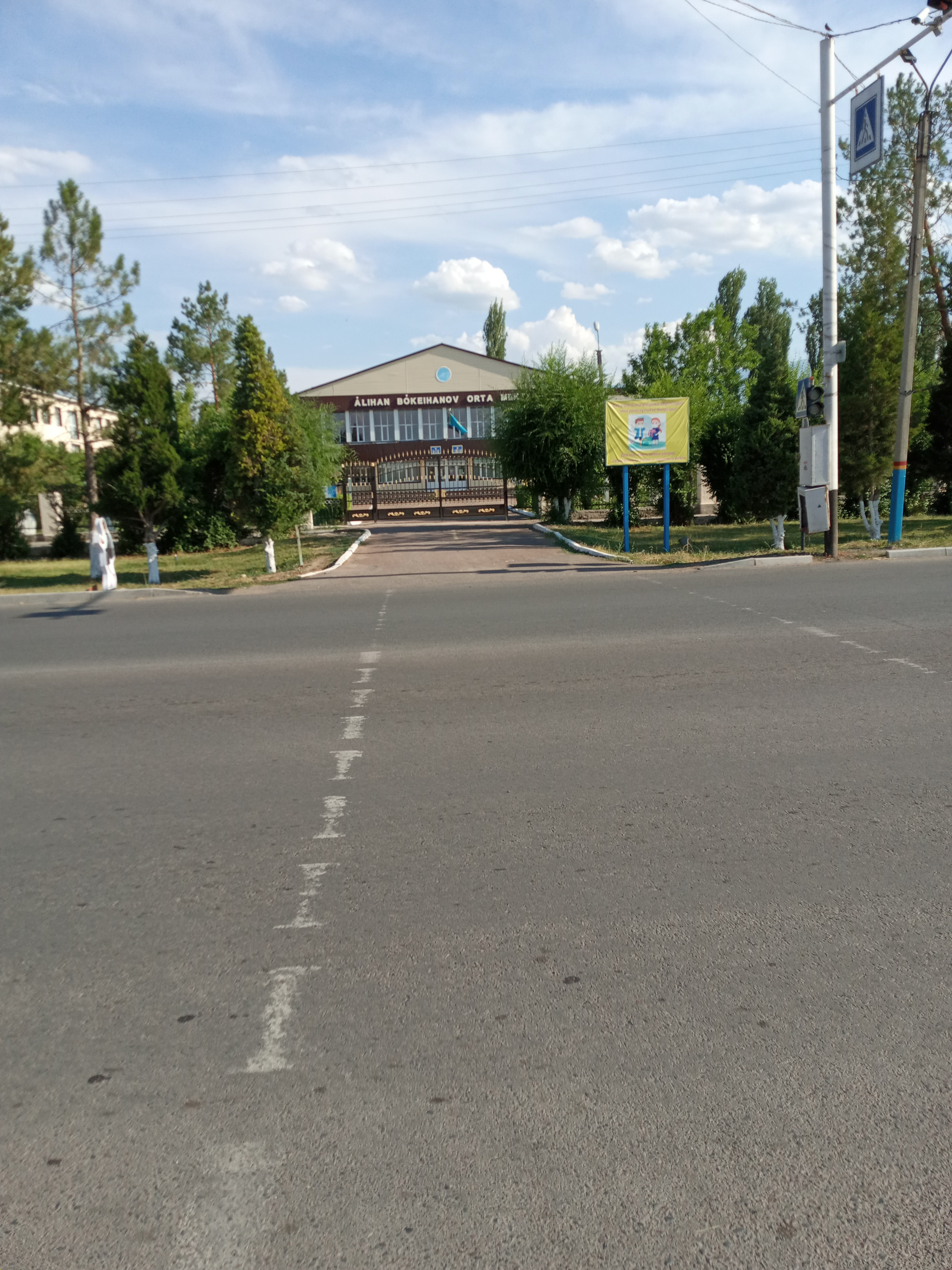
Школа имени Алихана Букейханова

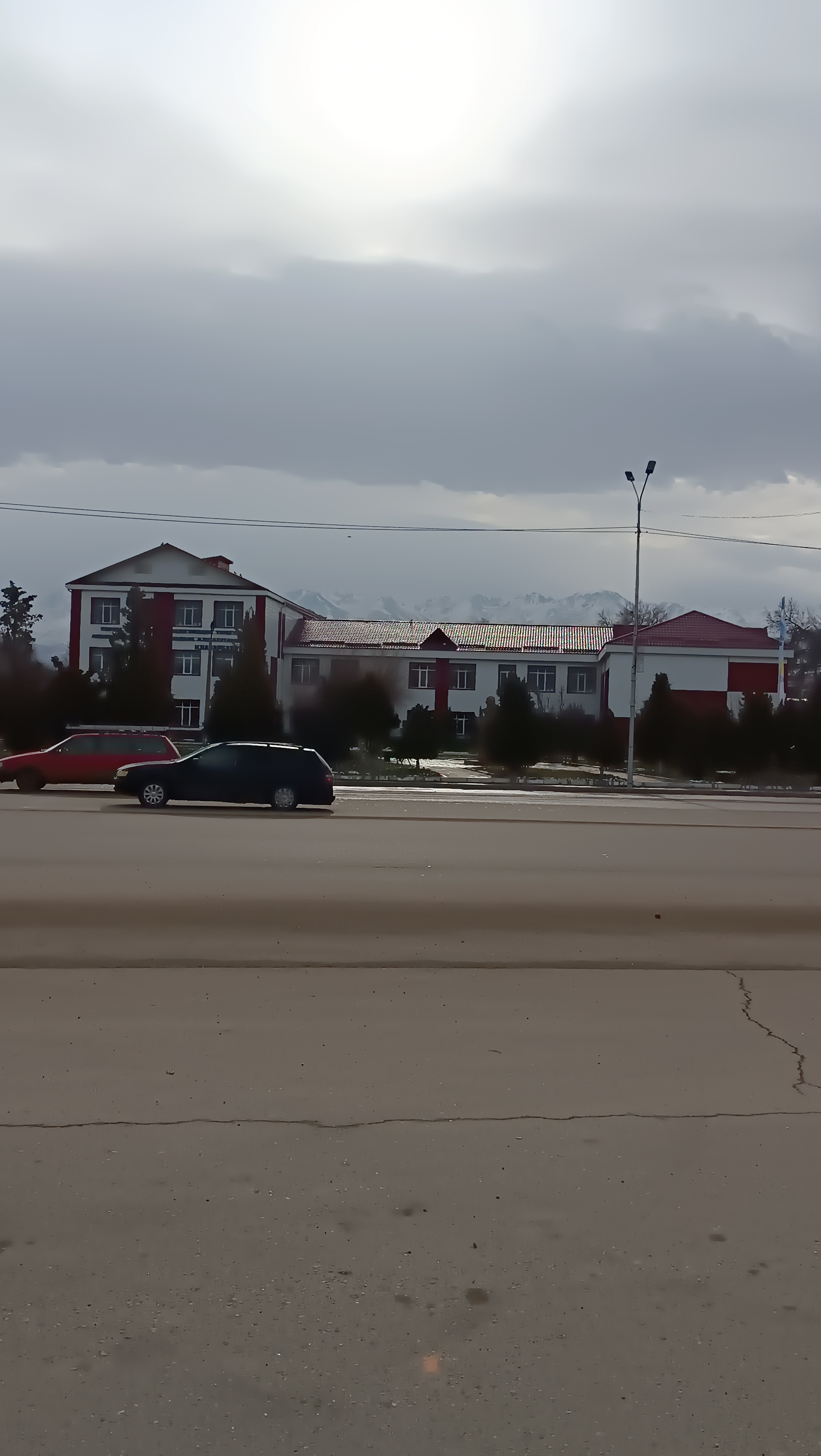
Школа–лицей №1 (без названия каким–то личностем)

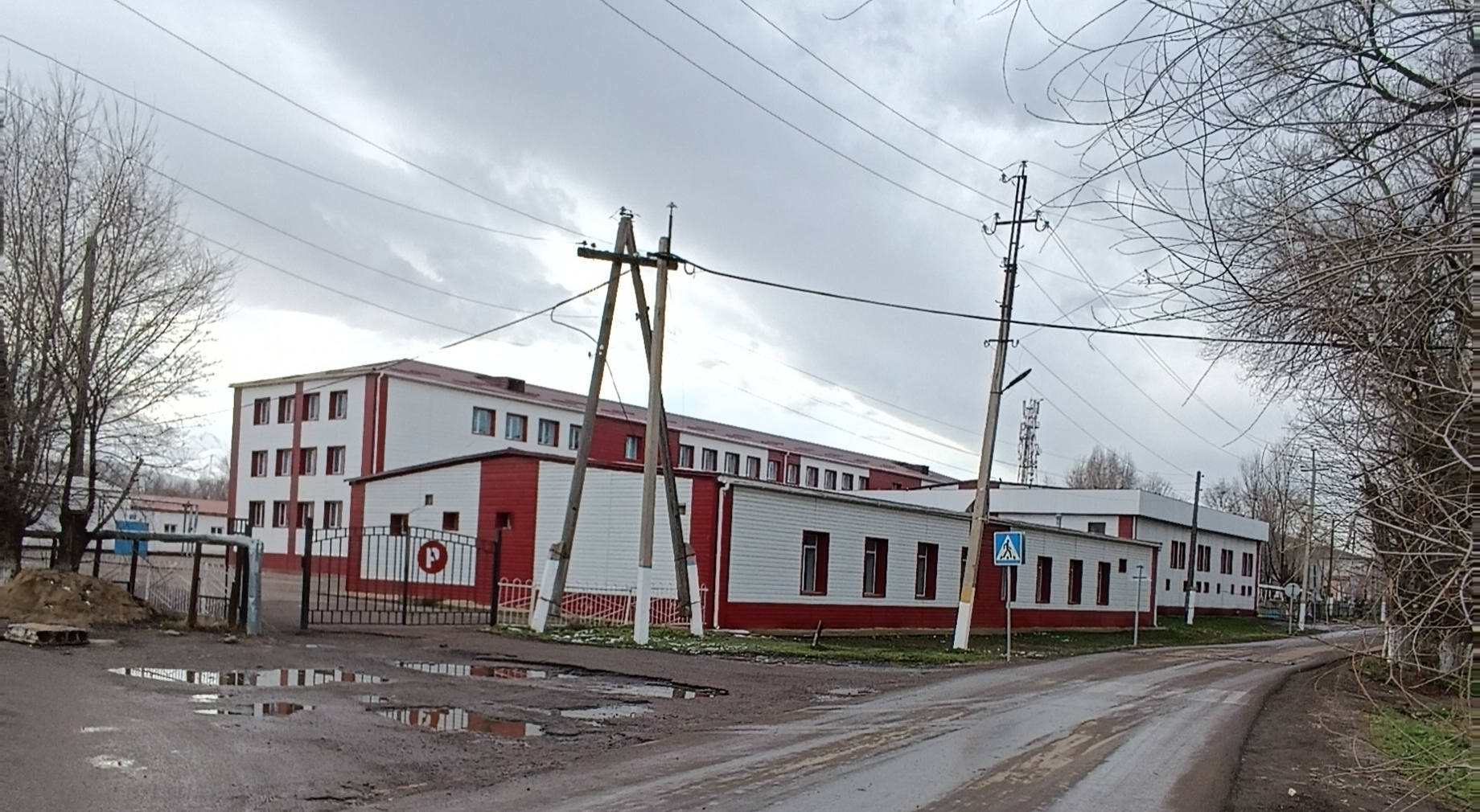
Средняя школа с именем Шокана Уалихана

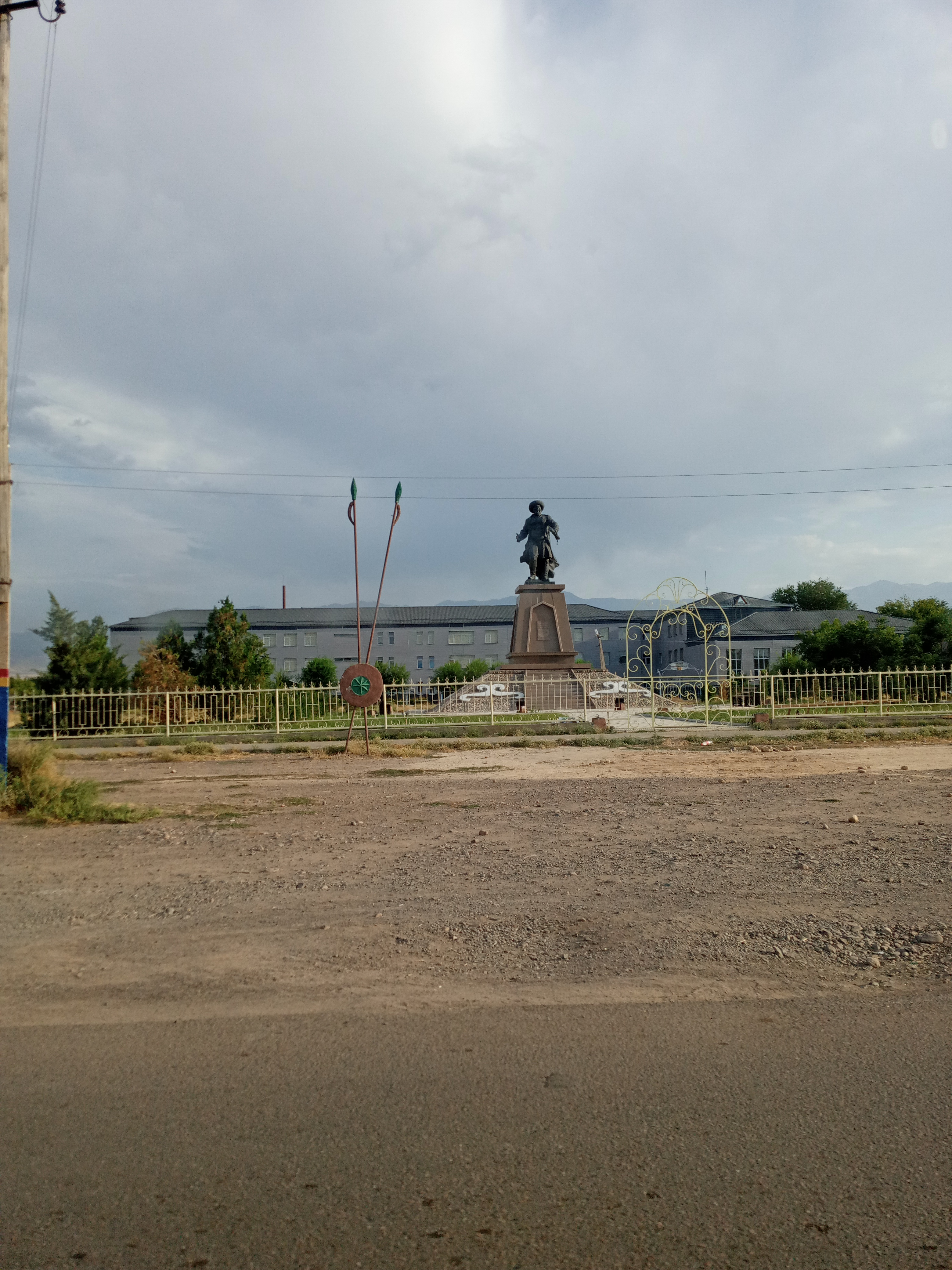
Куланская средняя школа и памятник Кудайбергену Датку (память в него названа улица в Кулане).

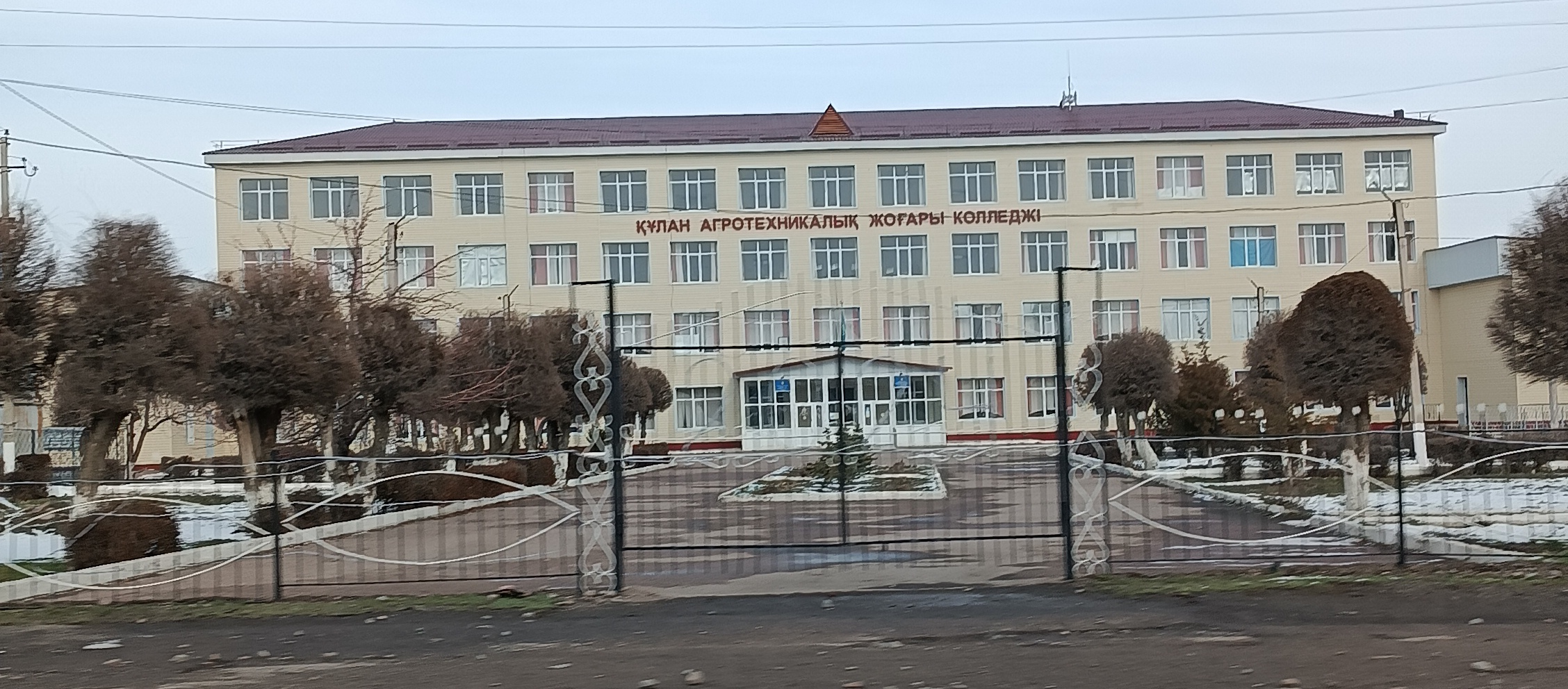

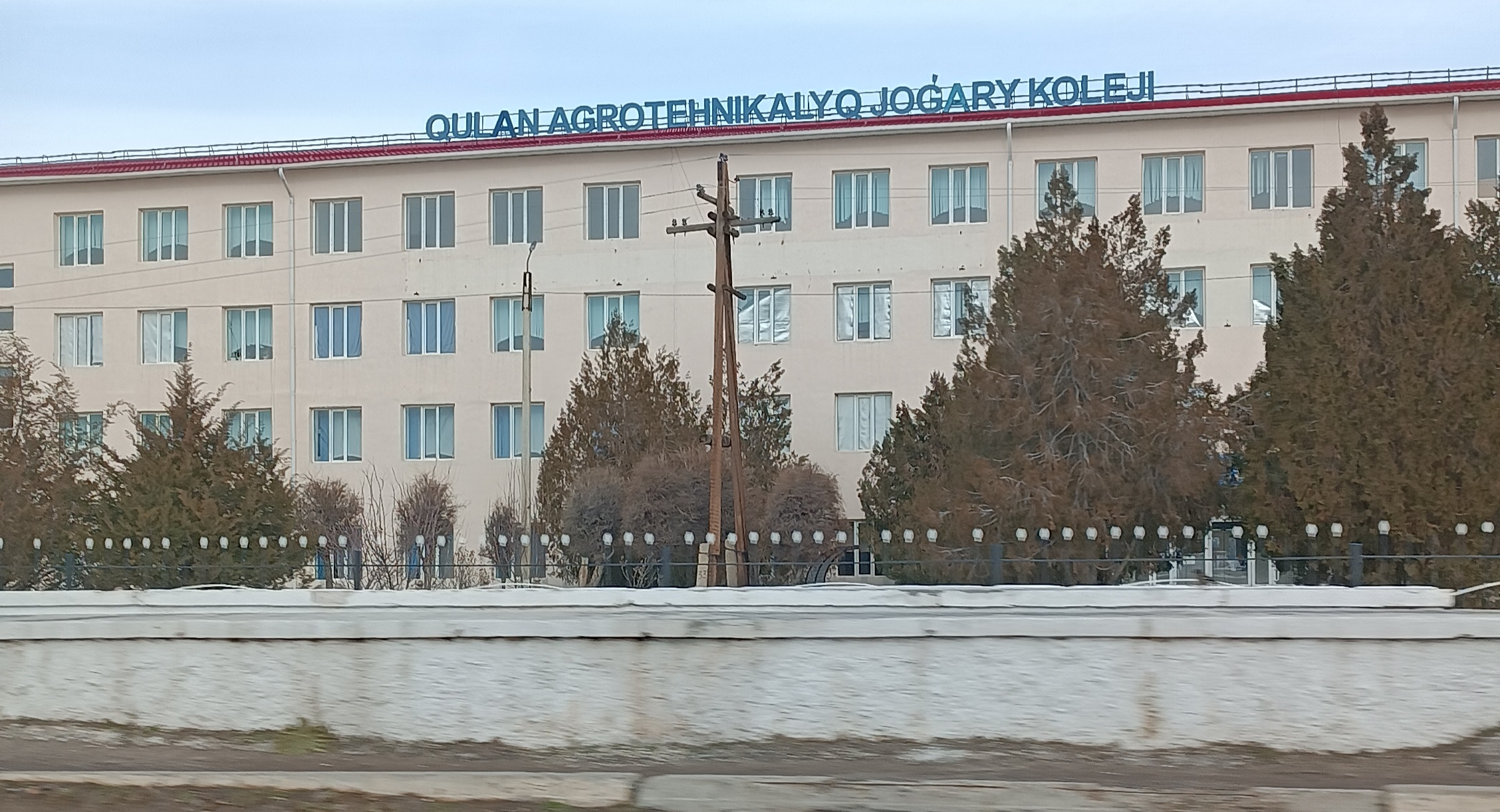

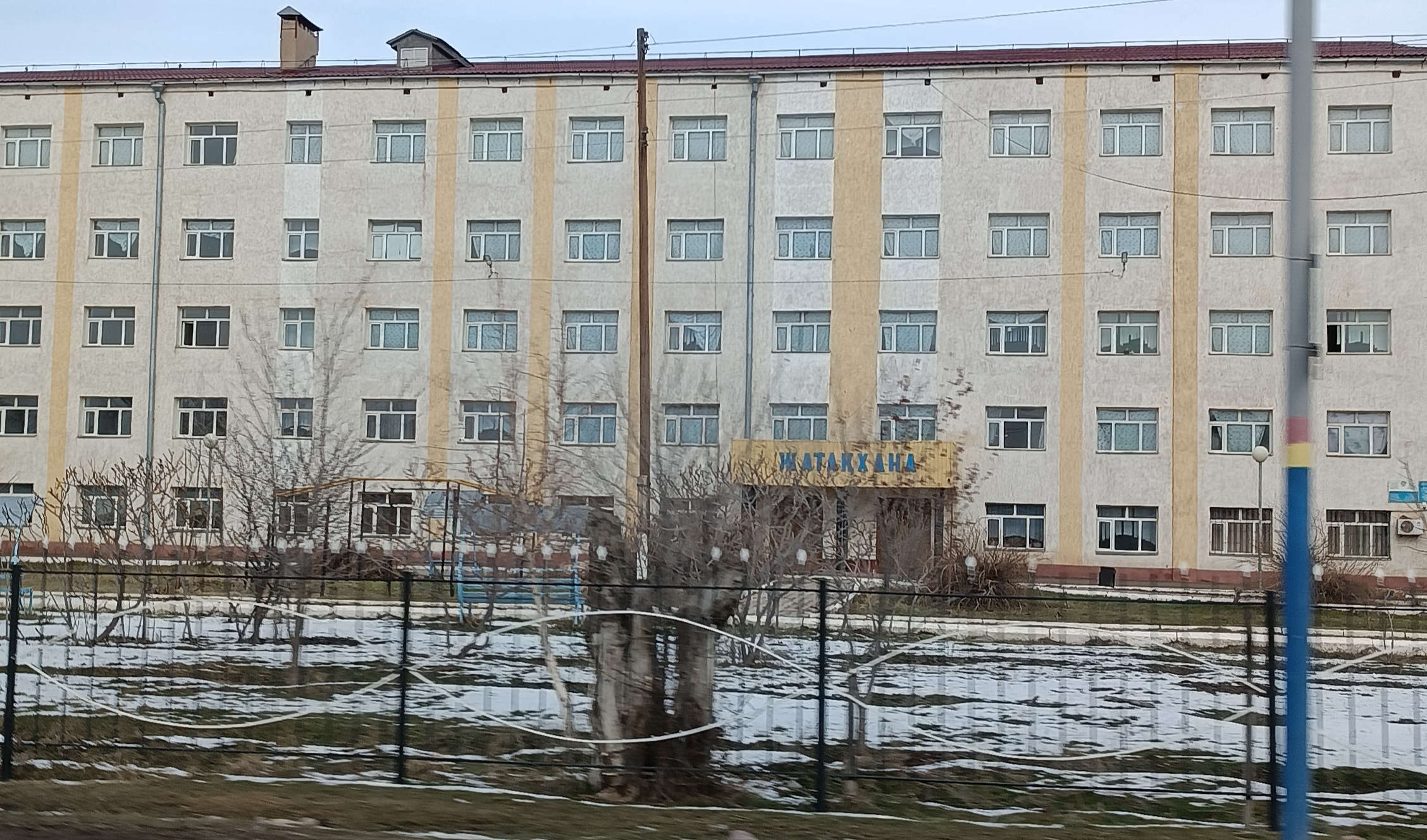
Куланский агротехнический колледж и общежитие

Из учреждений высшего образования в селе действует КГКП «Куланский агротехнический высший колледж» (бывш. Колледж № 4, Сельскохозяйственный колледж), предлагающий получить среднее специальное образование. В советские времена действовал зооветеринарный техникум.
Среднее образование представлено общеобразовательными школами имени Ю. Гагарина, имени Ш. Валиханова, имени А. Бокейханова, средней школой, школой–гимназии лицеем № 1. Действуют несколько детских садов (Mr. Miras, Мөлдір, Аяна и так далее) и яслей.
Есть Центральная районная библиотека в Доме Культуры.

## Культура

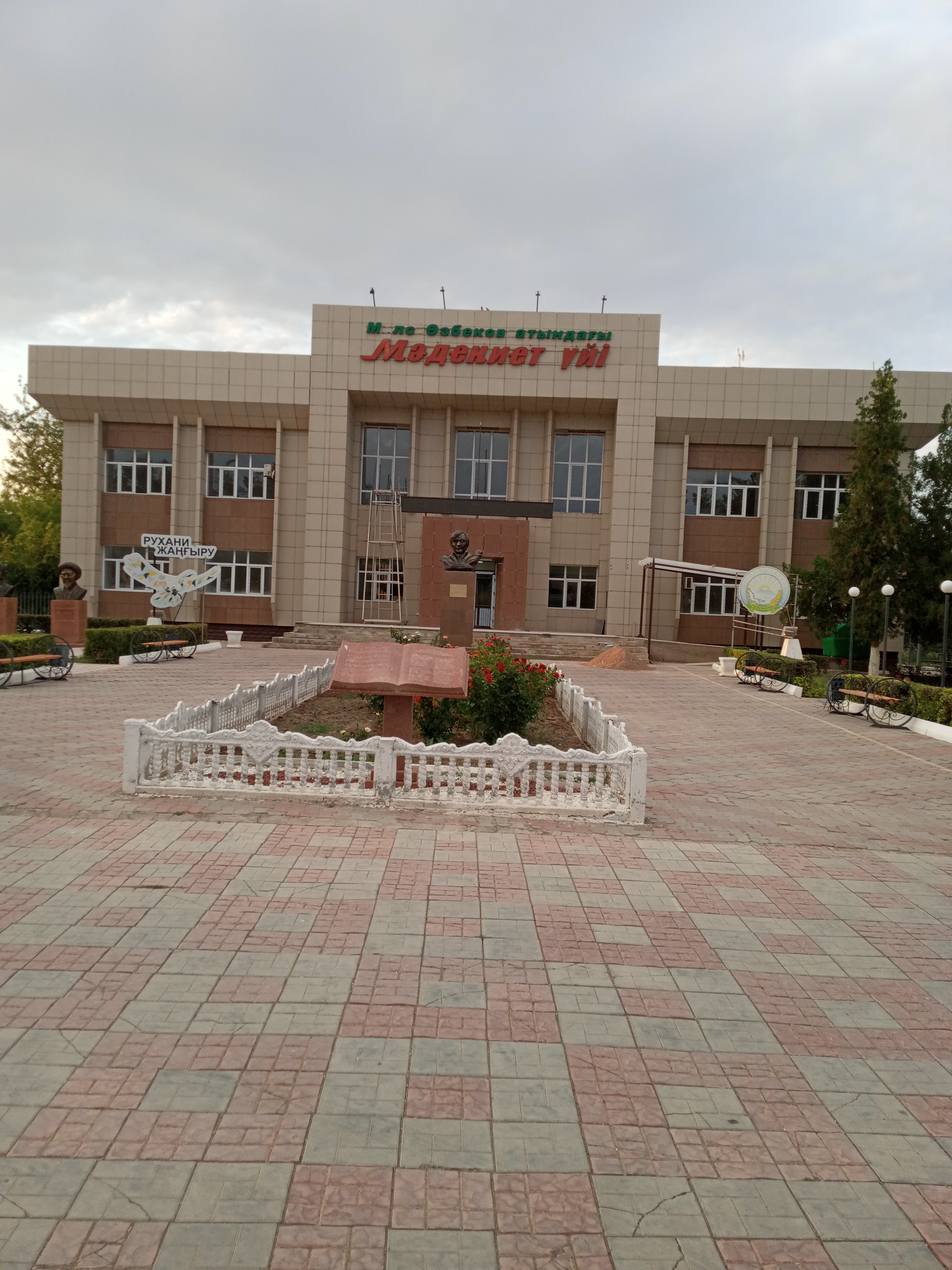
Дом культуры имени Мэлса Узбекова и памятник посвящённый ему

Кулан один из благоустроенных поселений. По центральной улице (Жибек Жолы) проложены пешеходные дорожки, разбиты газоны с насаждениями. В селе находятся несколько парков. К западу от села находится дендропарк.
Культурные учреждения представлены районным домом культуры имени Мэлса Узбекова и другими культурными центрами и клубами.
В селе осуществляет свою деятельность районный военкомат.
Около некоторых важных для села учреждений расположены благоустроенные площадки.

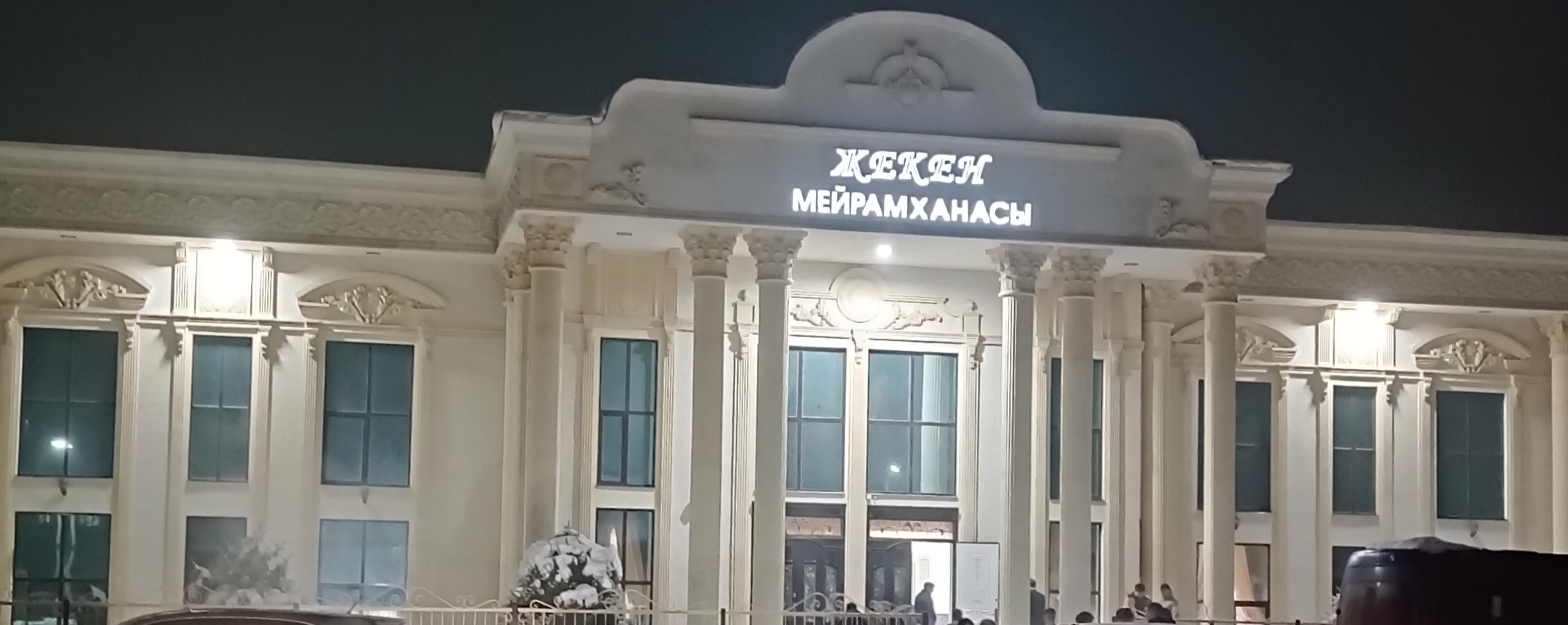
Ресторан "Жекен" в селе Кулан

В Кулане имеются гостиницы, кафе и рестораны: «Шолпан», «Друзья», «Анастасия», «Бархат», «Алрай», «Шанырак», «Алтын Сарай», «Жекен» (есть ресторан и кафе с одним и тем же названием), «Ак босага», «Керуен».

В селе возведены памятники Турару Рыскулову, Мэлсу Узбекову, бюст 21 Героям Социалистического Труда (среди них 1 женщина) и павшим в Великой Отечественной войне.

## Спорт
В селе находится Центральный стадион, спортивные школы имени Е. Ибраимова, имени И. Байрамукова.

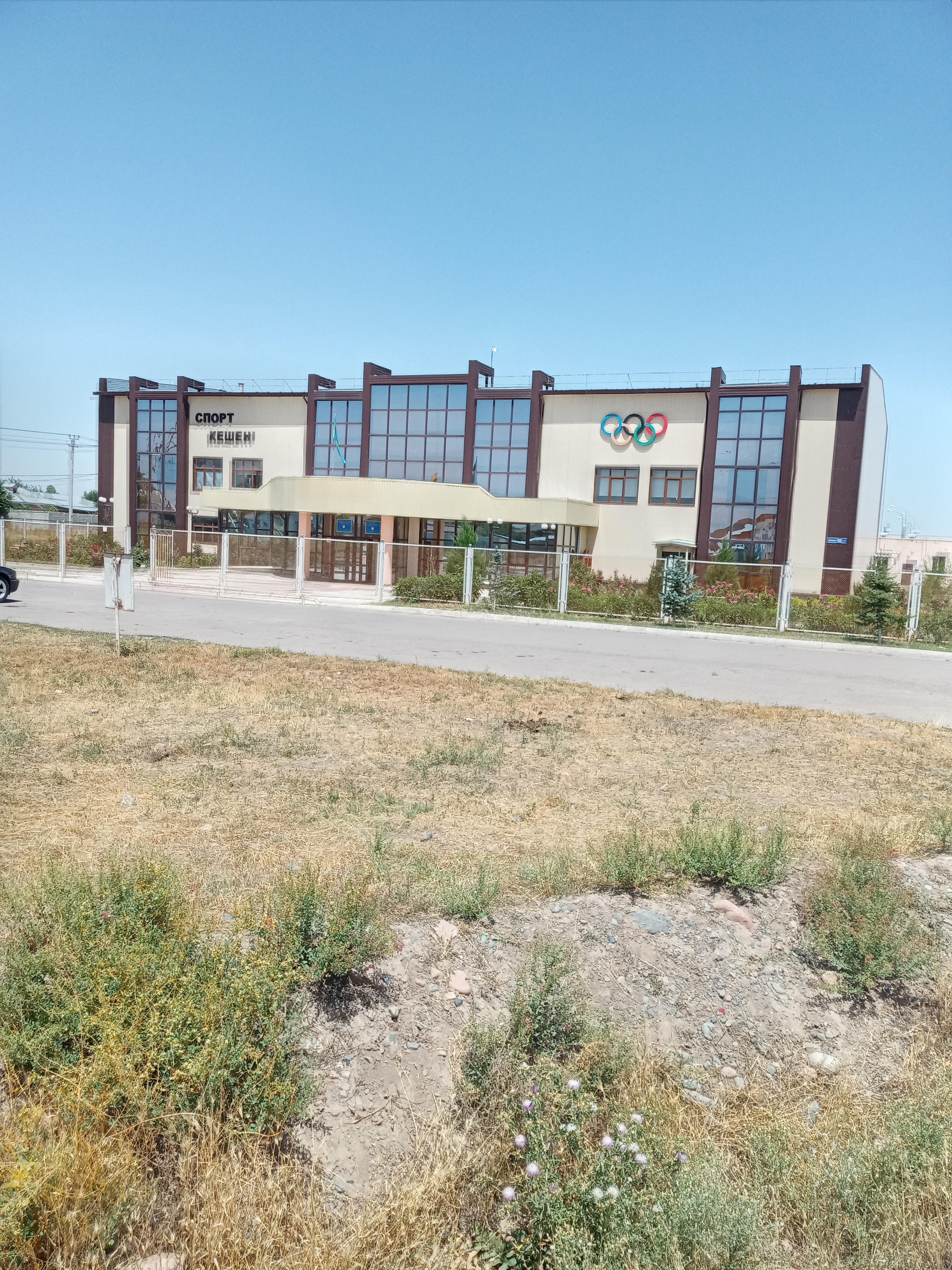
Спортивный комплекс

Недавно построился спортивный комплекс.

## Здравоохранение
В селе находится Рыскуловская центральная районная больница, детская больница, республиканский методический центр фитосанитарной диагностики и прогнозов, аптеки. К западу от села находится противотуберкулёзный диспансер.

## Торговля
В селе осуществляет свою деятельность Куланский центральный рынок. В Кулане представлены такие торговые комплексы и центры, как «Кулан-Дан», «Астана» (в свое время опустел, в данное время снесен), «Ак Отау», супермаркеты «Каракоз», «Эконом», «Корзинка», магазины «Аян», «Люба», «Анастасия», «Диас», «Фортуна» и др.

## СМИ

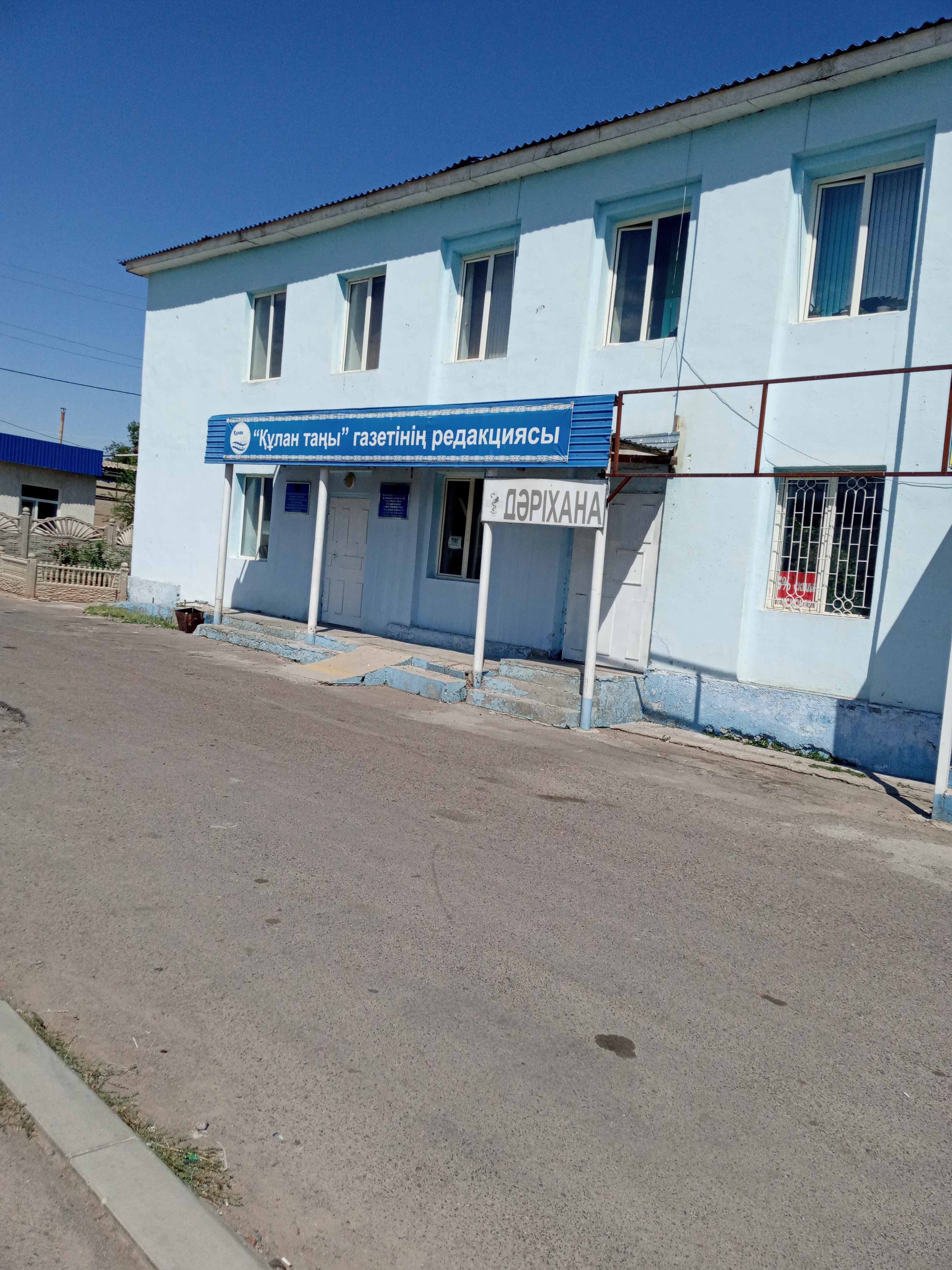
Редакция газета "Құлан таңы"

В Кулане ведёт свою деятельность районная газета Кулан Таны, здесь же имеется редакция.

## Транспорт
В Кулане действуют предприятия осуществляющие автотранспортные перевозки (АТП, автобазы).
По селу Кулан осуществляются пассажирские перевозки представленные автобусами и маршрутами. В селе делают остановки междугородние автобусы.

## Религиозные организации

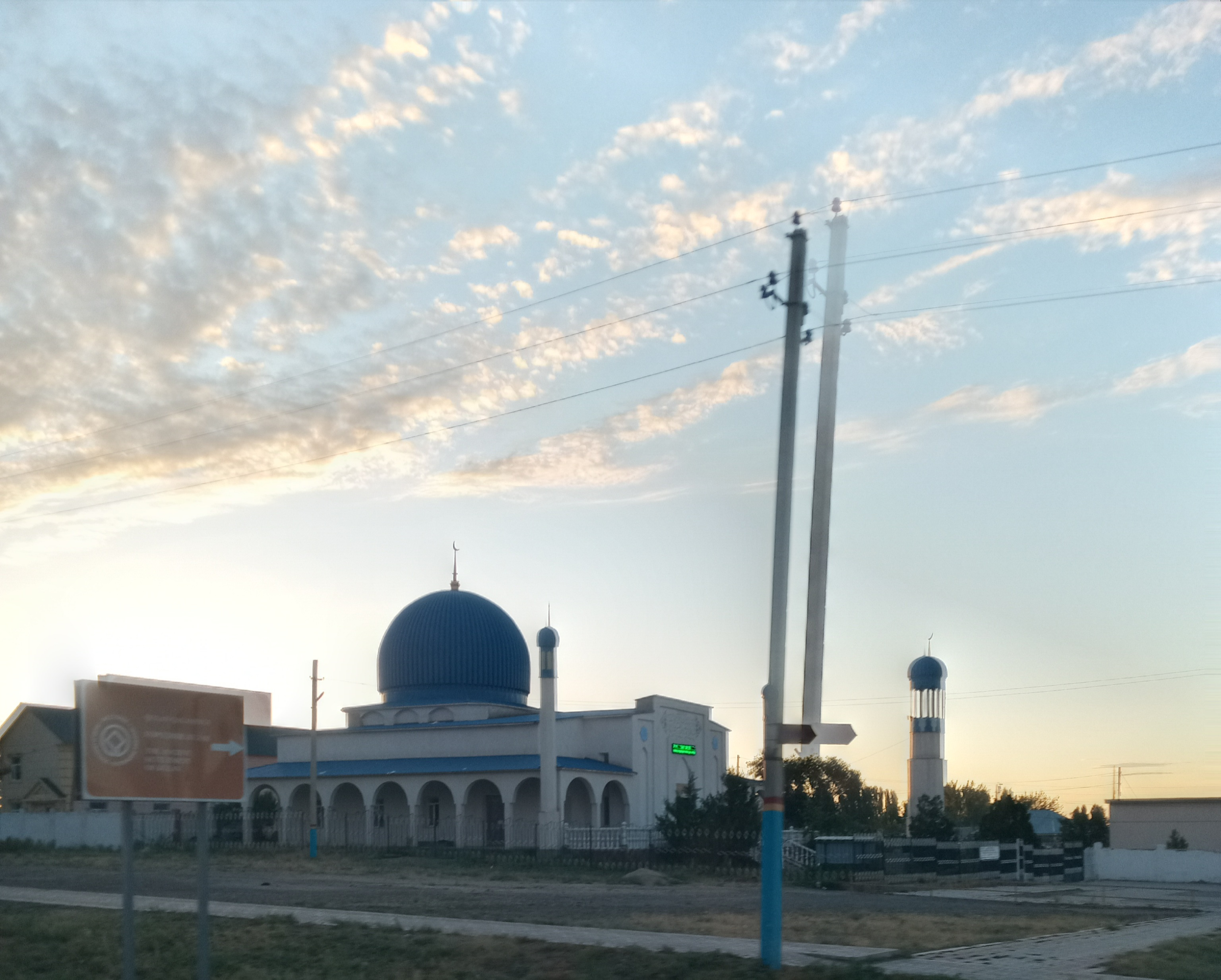

## Почтовые организации

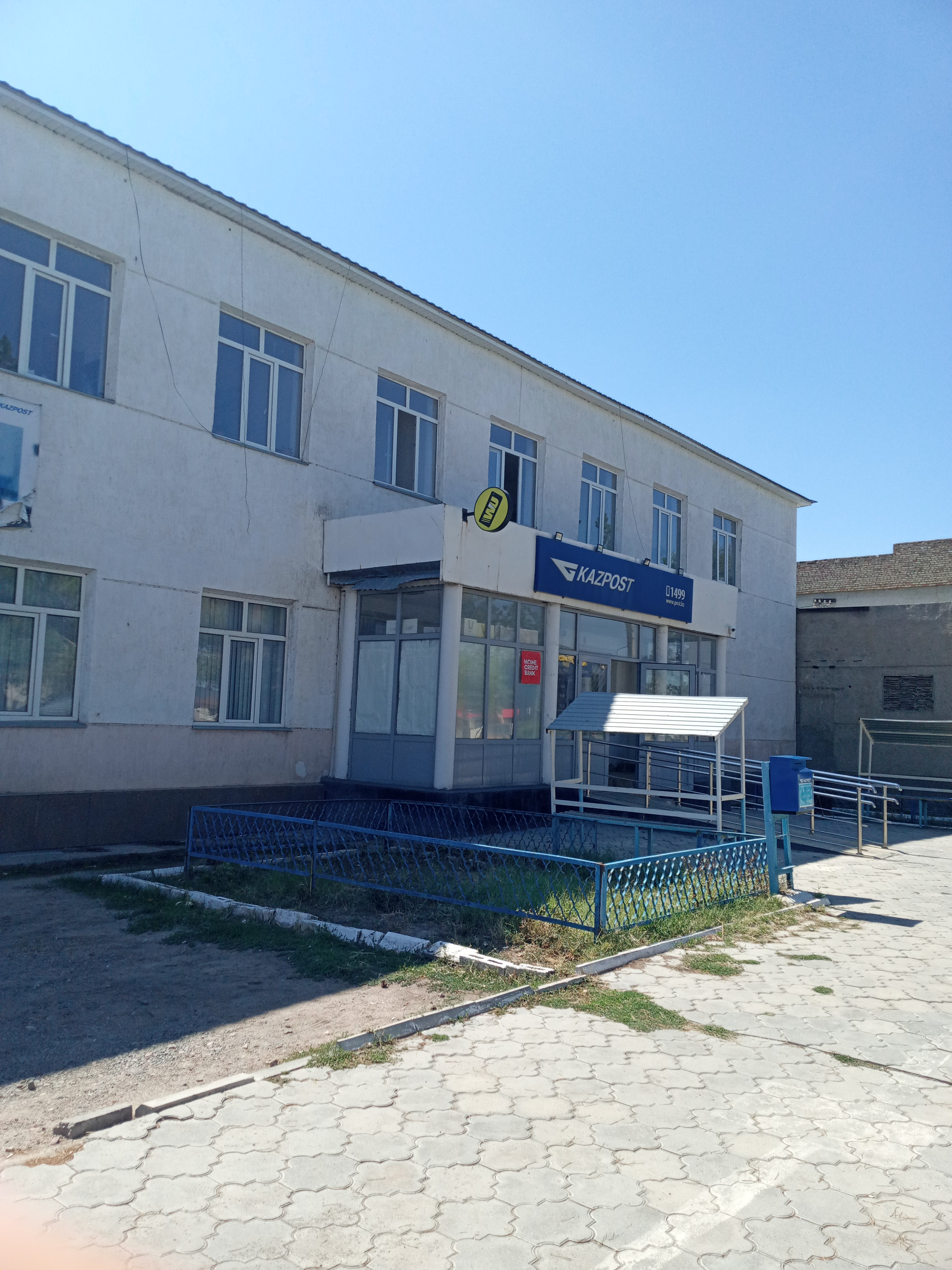
Отделение Казпочты, расположенный в селе Кулан

В селе есть отделение Казпочты (улица Жибек жолы, 89).

## Пекарни
В селе присутствуют хлебопекарни "SSS" (в улице Жибек жолы) и "ИП Канаева" (в улице Озбек Акжолулы).

## Улицы
В селе есть такие названия улицы, как: Наурыз, Мухтар Ауэзов, Сабит Муканов, Сакен Сейфуллин, Махамбет Отемисулы, Панфилов, Кудайберген Датка, Жибек Жолы, Дуйсен Оспанов, Мухаммедкарим Жумабекулы, Астана, Акмола, Сарыарка, Толен Смайлов, Калымбек Конарулы, Оран Болысов, Толе би, Казыбек Асылов, Шабденалы Ултараков,  Бектенбай Койшыманулы, Амыре Тлепулы, Кенен Азербаев, Жетысу, Желтоксан, Жусупбек Аймауытулы, Кажымукан, Балкия Абдраимов, Амангельды, Азимбек Смайлов, Юрий Гагарин, Жамбыл, Ыбырай Алтынсарин, Амир Шахабайулы, Антон Уколов, Шокан Уалиханов, Шакен Айманов, Сулутор, Каныш Сатпаев, Бектурсын Тажиев, Рахметалы Тажиев, Турар Рыскулулы, Ертис, Достык, Зайсан, Саяхат, Сырдария, Алиби Жангельдин, В. Метте, Нармухамед Аденулы, Сурапбай Жамбылов, Таматай Сембиев, Абай, Токабай Каскаев, Есиркеп Каратышканов, Акылбек Исаев, Султан Садыков, Женис Умбетулы, Маншук Маметова, Шойбек Калкабаев, Ниязалы Беркимбекулы, Рахман Медеуов, Токтаналы Куанышбекулы и т.д.